# Blagoslov obitelji
Blagoslov obitelji i domova kršćanski je čin u kojem svećenik moli i zaziva Božji blagoslov na sve članove obitelji, koje posjećuje u božićno vrijeme, kako bi kršćanski živjeli i svjedočili svoju vjeru.
U kršćanstvu, blagoslov obitelji i domova, drevna je tradicija, koja se može naći u rimokatolicizmu, pravoslavnom kršćanstvu i nekim granama protestantizma. Svećenik škropi prostor svetom vodom u pratnji ukućana, dok se moli za njih. Blagoslov obitelji potječe iz ranih dana kršćanstva, obred ima oblik molitve, uz zagovore i nekoliko blagoslova. Taj dan uređuju se kuće i nastoji se doista biti u kući i zajedno sa svećenikom moliti za svoju obitelj.
Prostor doma priprema se za blagoslov tako, da na stolu bude prisutno: raspelo, svijeća, blagoslovljena voda s grančicom, ponekad i Biblija. Budući da je to u božićno vrijeme, obično je prisutno i okićeno božićno drvce, jaslice i sl. Na početku, svećenik i svi nazočni učine znak križa: "U ime Oca i Sina i Duha Svetoga.", a zatim svećenik okupljenima kaže: "Mir kući ovoj i svima koji prebivaju u njoj."
Blagoslov obitelji obično se obavlja u vremenu nakon Božića do blagdana Sveta tri kralja, a nekada i duže. U pratnji svećenika može biti ministrant, sakristan ili neka druga osoba. Svećenik obitelji kao uspomenu na blagoslov daje naljepnicu, na kojoj je sveta slika, godina i slova C + M + B. Slova C, M i B označavaju tradicionalna imena mudraca (Gašpar (lat. Casparus), Melkior i Baltazar), ali također i latinski blagoslov „Christus mansionem benedicat” ('Neka Krist blagoslovi ovu kuću'). U nekim pak krajevima još uvijek postoji običaj da svećenik ili njegov pratitelj na nadvratniku kredom ispiše godinu blagoslova i spomenute inicijale. U novije vrijeme na vrhu ulaznih vrata lijepe se naljepnice s likovima Sveta tri kralja ispod kojih se nalazi navedeni natpis.

### Članci
- Dragić, Marko. 2007. Sveta tri kralja u hrvatskoj tradiciji. Crkva u svijetu. Sveučilište u Splitu - Katolički bogoslovni fakultet. Split. 42 (1): 96–117